# NGC 1241
NGC 1241 este o galaxie seyfert de tip 2⁠(d) situată în constelația Eridanul. A fost descoperită în 10 ianuarie 1785 de către William Herschel. Se află la o distanță de 61,38 de megaparseci de Pământ.